# Yassine Rachik
Yassine Rachik (né le 11 juin 1993 à Aïn Sebaâ au Maroc) est un athlète italien, spécialiste du fond et du marathon.
Il est arrivé en Italie en 2004 et s’est installé dans la province de Bergame. Devenu Italien en 2015, il remporte la médaille de bronze sur 10 000 m lors des Championnats d'Europe espoirs d'athlétisme 2015.
Le 12 août 2018, il bat son record personnel en 2 h 12 min 9 s pour remporter la médaille de bronze lors des Championnats d’Europe à Berlin.
Il remporte également la médaille d’or par équipes lors de la même compétition.
Lors du marathon de Londres 2019, il porte son record personnel à 2 h 8 min 5 s.